# Psidium misionum
Psidium misionum är en myrtenväxtart som beskrevs av Carlos Maria Diego Enrique Legrand. Psidium misionum ingår i släktet Psidium och familjen myrtenväxter. Inga underarter finns listade i Catalogue of Life.